# 斯維塔諾克 (哈爾科夫州)
斯維塔諾克（羅馬化：Svitanok）是位於烏克蘭東部哈爾科夫州丘胡伊夫区新波克羅夫卡市鎮的村莊。該村始建於1930年，面積0.33平方公里，海拔高度107米，2001年人口142，人口密度每平方公里430.3人。